# Edward Scheidt
Edward Michael Scheidt (* 20. Juli 1939 in Kalifornien) ist ehemaliger Direktor des Central Intelligence Agency (CIA) Cryptographic Center. Er ist Urheber des Kryptographic Systems, das in der Kryptos-Skulptur im CIA-Hauptquartier in Langley, Virginia, steht. Scheidt ging zur Army. Er studierte an der University of Maryland und der George Washington University.
1990 ist er der Gründer von TecSec, Incorporated.